# Improv Everywhere

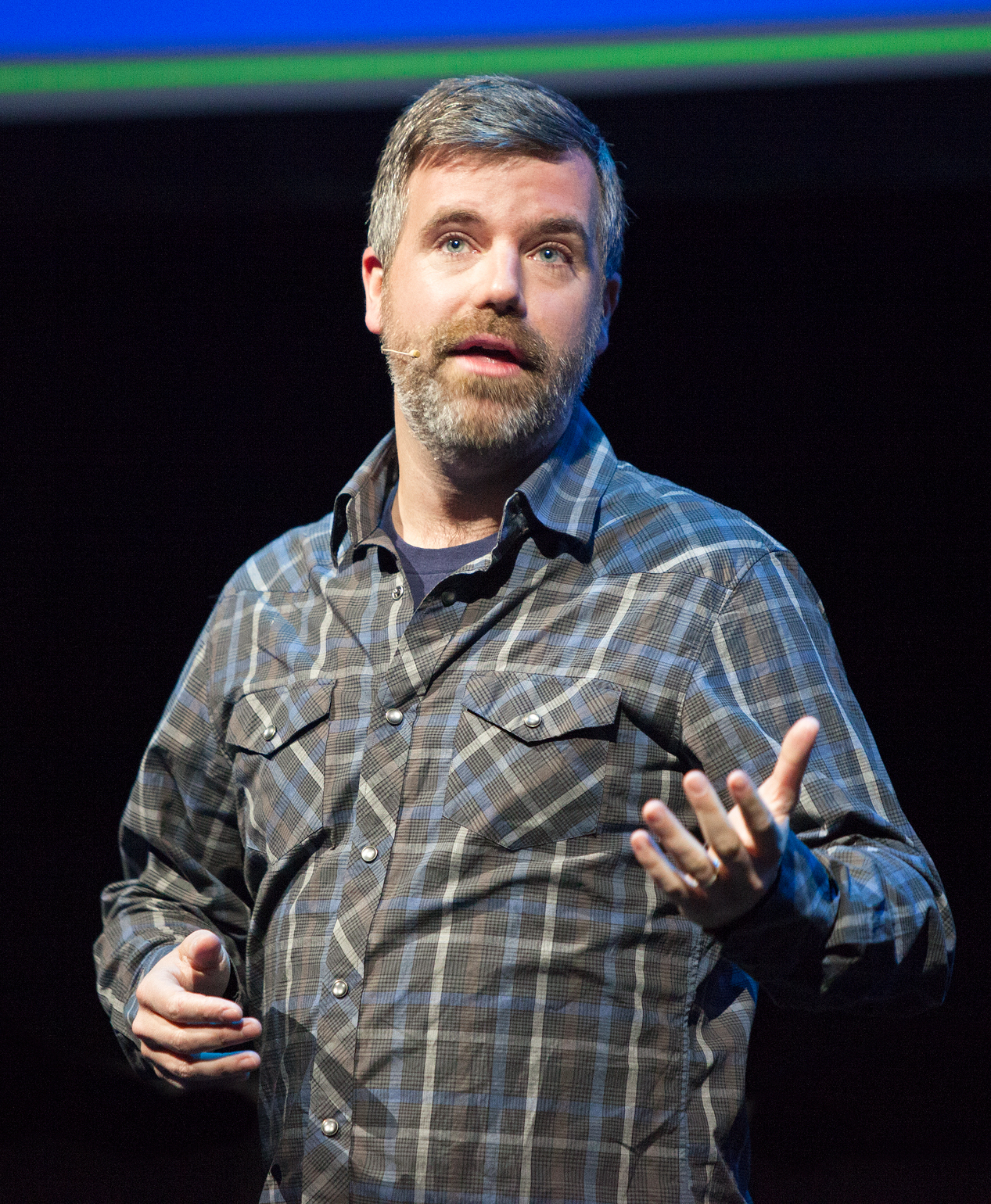
Schauspiellehrer Charlie Todd gründete Improv Everywhere

Improv Everywhere (Abk.: IE; engl. für Improvisation überall) ist eine Performance-Gruppe, die 2001 in New York City von Charlie Todd gegründet wurde. Nach dem Motto „We Cause Scenes“ hat die Gruppe seit 2001 etwa 100 Aktionen, von einstudierten Theaterszenen mit wenigen Schauspielern bis zu Flashmobs mit mehreren hundert Teilnehmern, im öffentlichen Raum durchgeführt. Die Aktionen werden auf der Website der Gruppe dokumentiert und seit Mitte 2005 auch in ihrem Youtube-Kanal veröffentlicht, der bisher etwa 340 Millionen Aufrufe hatte. 

## Aktionen

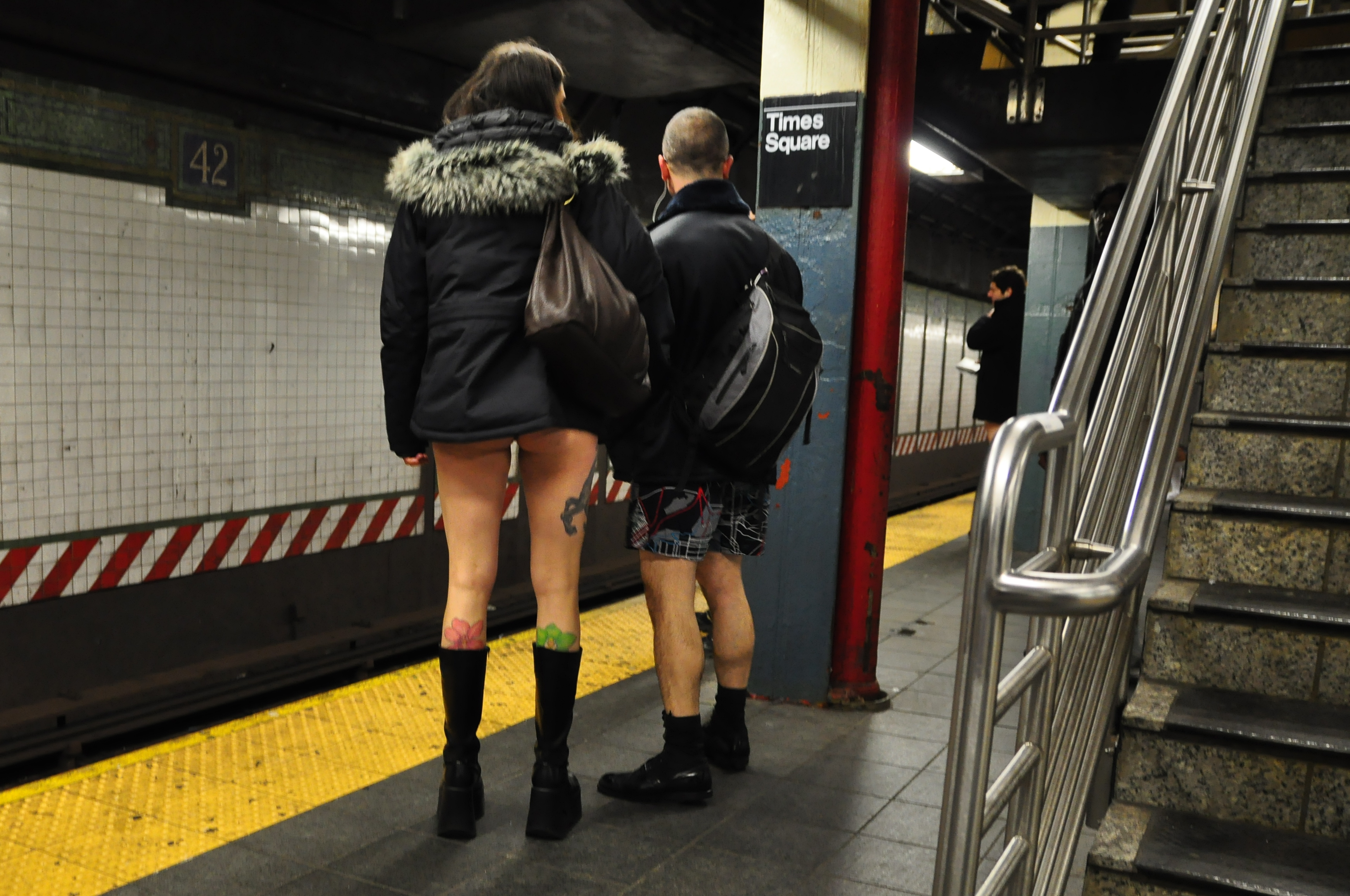
Teilnehmer der Mission No Pants Subway Ride im Januar 2010

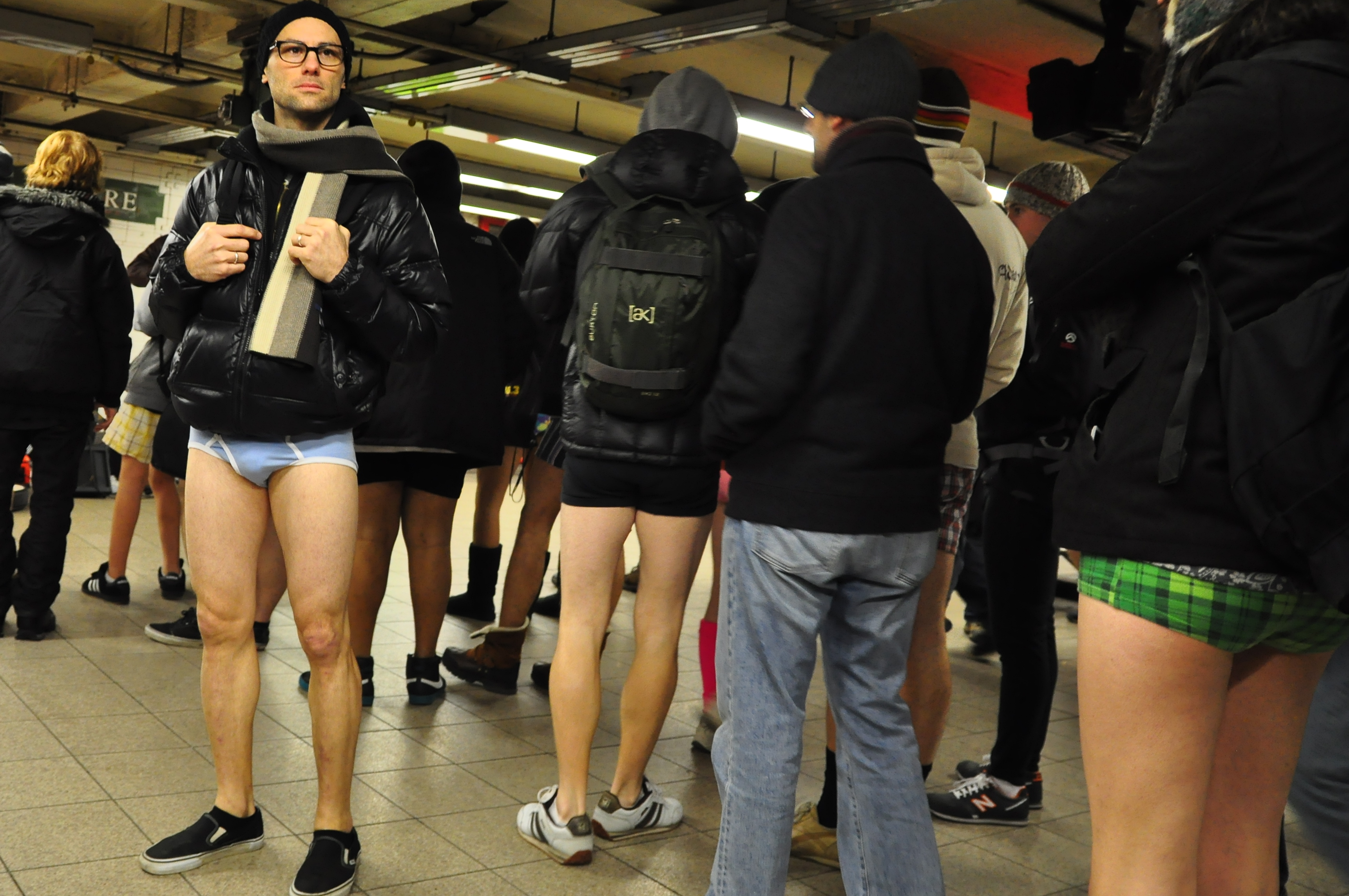
Teilnehmer der Mission No Pants Subway Ride im Januar 2010

Die Aktionen von IE, intern Mission, werden von unterschiedlichen Mitgliedern der Gruppe, Agenten genannt, durchgeführt. Teils werden Aufrufe zur Teilnahme über Soziale Netzwerke verbreitet. 
- Seit 2002 wird jährlich am 2. Sonntag im Januar die Aktion No Pants Subway Ride in der New York City Subway durchgeführt. Die Teilnehmer fahren in den Zügen in normaler Alltagskleidung mit, aber ohne Hosen – also Männer wie Frauen in Unterhosen. Die Reaktionen der Passanten werden von Dritten verdeckt oder offen gefilmt. In anderen amerikanischen und europäischen Städten fand die Aktion Nachahmer.[1]

- Eine der bekanntesten Aktionen war Frozen Central Station. Am 24. Februar 2008, einem Samstag, hielten sich mehr als 200 Teilnehmer in der Haupthalle der Grand Central Station auf. Um 14:30 Uhr hielten sie für fünf Minuten in ihrer Bewegung inne. Die Aktion fand mehrere Nachahmer.[2]

- Im Oktober 2005 organisierte IE ein Konzert auf einem Hausdach in New York, bei dem Schauspieler als Mitglieder der Musikgruppe U2 auftraten. Während des vierten Songs beendete die New Yorker Polizei das Konzert wegen des Menschenauflaufs in der Straße.[3]